# Мурму, Драупади
Драупа́ди Му́рму (англ. Draupadi Murmu, ория ଦ୍ରୌପଦୀ ମୁର୍ମୁ, сантали ᱫᱨᱚᱣᱯᱚᱫᱤ ᱢᱩᱨᱢᱩ, хинди द्रौपदी मुर्मू; урождённая Пути Биранчи Туду, англ. Puti Biranchi Tudu, ория ପୁଟି ବିରଞ୍ଚି ଟୁଡୁ, сантали ᱯᱩᱛᱤ ᱵᱤᱨᱚᱱᱪᱷᱤ ᱛᱩᱫᱩ; род. 20 июня 1958) — индийский политик, пятнадцатый президент Индии с 25 июля 2022 года.
Ранее была губернатором штата Джаркханд с 2015 по 2021 годы, кандидатом от правящей в данный момент партии Бхаратия джаната парти (БДП; в более ранних русскоязычных текстах эта партия именовалась Индийской народной партией) на пост президента Индии на выборах в 2022 году.
21 июля 2022 года Драупади Мурму получив большинство голосов, вошла в историю, став первой представительницей из так называемых списочных племён и второй женщиной (после Пратибхи Патил), занявшей этот пост. Также, хотя ей уже исполнилось 64, она стала самым молодым президентом Индии на сегодняшний день и первым, кто родился после обретения независимости.

## Биография
Драупади Мурму родилась 20 июня 1958 года в деревне Байдапоши (англ. Baidaposi) в округе Маюрбхандж в штате Одиша в семье из народности санталы. Её отец, а до него и дед, были сельскими старостами. В дальнейшем Драупади Мурму вышла замуж за Шьяма Чарана Мурму.
Драупади Мурму окончила Женский университет Рамы Деви в городе Бхубанешваре, административном центре её родного штата. После этого она сперва работала учительницей, а затем занялась политикой. В 1997 году она стала членом органа городского самоуправления (панчаята) города Райрангпура. Уже в этот период она была членом партии Бхаратия джаната.
С 6 марта 2000 по 6 августа 2002 года Драупади Мурму была государственным министром торговли и транспорта в правительстве штата Одиша. С августа 2002 по 16 мая 2004 года она занимала в правительстве того же штата пост министра по развитию рыболовства и животноводства.
В 2015 году Драупади Мурму была избрана губернатором Джаркханда, став первой женщиной на посту губернатора этого штата, и проработала на этой должности полный пятилетний срок.
В 2022 году Драупади Мурму была выдвинута кандидатом на пост президента Индии от правящей партии Бхаратия джаната.
Ранее, в 2017 году, она, ещё будучи губернатором Джаркханда, уже рассматривалась, как один из возможных кандидатов от Бхаратия джаната парти на президентских выборах, однако, в тот раз выдвинута не была.
Индия — парламентская республика, где президент, в основном, исполняет представительские функции. Партия Бхаратия джаната обычно рассматривается, как правоцентристская (исторически — индуистская правая). Драупади Мурму, которая является членом партии уже многие годы, стала второй в истории женщиной-президентом Индии (после Пратибхи Девисингх Патил, которая представляла Индийский национальный конгресс (ИНК)). Кроме того, Драупади Мурму представляет один из малочисленных коренных народов этой страны («племён», согласно индийской терминологии), а именно, санталов.